# 钝背草
钝背草（学名：Amblynotus obovatus）是紫草科钝背草属的植物。分布在俄罗斯、蒙古以及中国大陆的内蒙古、黑龙江等地，生长于海拔300米至1,100米的地区，目前尚未由人工引种栽培。

## 异名
- Amblynotus obovatus (Ledeb.) I. M. Johnst.
- Eritrichium maackii Maxim.